# Фенестрария
Фенестрария (лат. Fenestraria) — род суккулентных растений семейства Аизовые (Aizoaceae). В их природной среде обитания насчитывается 36 видов, включая популярные виды как Fenestraria rhopalophylla, Fenestraria aurantiaca. Все они имеют укороченный стебель, короткие мясистые корни и толстые сочные листья, которые обычно расположены крестообразно. Также они могут иметь бугорки или длинные волосовидные зубцы по краю листа. В цветущем состоянии эти растения поражают крупными цветками, которые могут быть различных оттенков желтого цвета.

## Название
Родовое латинское название Fenestraria происходит от латинского слова fenestra, — «окно», имея в виду прозрачную окошкообразную область, присутствующую в верхней части каждого листа.

## Описание

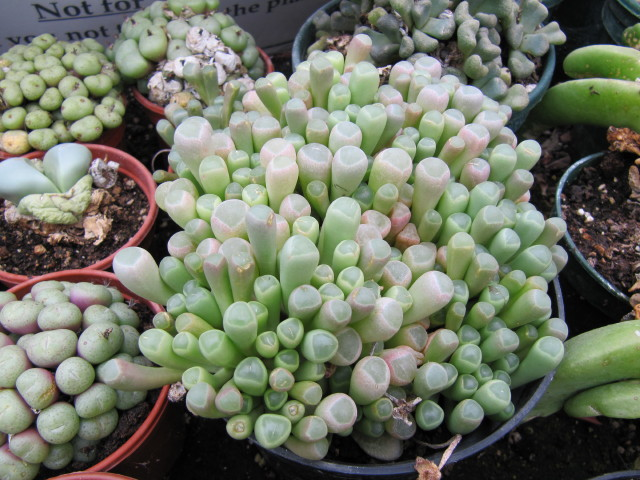
В культуре

Fenestraria rhopalophylla — вечнозеленый геофит, который образует матовый почвопокровный покров, в основном живущий под землей, и только прозрачные кончики его листьев появляются над почвой.
Стебель либо отсутствует, либо сильно редуцирован. Листья булавовидные, плоские или закругленные сверху, часто частично заглубленные в почву, с полупрозрачными оконечными кончиками, пропускающими свет. Они гладкие и покрыты восковым налетом. Корни толстые, а цветки среднего размера, от белого до желтого цвета. Цветки могут быть одиночными или группами до трех на длинных цветоножках. Присутствуют пять чашелистиков с перепончатыми краями и от одного до нескольких мутовок лепестков с тонкими рыльцами, растущими вверх от центра цветка.
Стоит отметить, что это растение легко спутать с Frithia pulchra из-за их внешнего сходства. Однако листья Fenestraria rhopalophylla имеют немного другую форму, и у нее желтые цветки, а у Frithia pulchra цветки розовые.

## Таксономия
Fenestraria N.E.Br., первое упоминание в Gard. Chron., ser. 3, 78: 433 (1925)

### Виды
По данным сайта Plants of the World Online на 2023 год, род включает один подтвержденный вид:
- Fenestraria rhopalophylla (Schltr. & Diels) N.E.Br.

#### Синонимы (вида)
Гомотипные (основанные на одном и том же номенклатурном типе):
- Fenestraria aurantiaca f. rhopalophylla (Schltr. & Diels) G.D.Rowley (1973)
- Mesembryanthemum rhopalophyllum Schltr. & Diels (1907)

### Подвиды
У единственного представителя рода Fenestraria rhopalophylla (Schltr. & Diels) N.E.Br. на 2023 год, имеются 2 подвида:
- Fenestraria rhopalophylla subsp. aurantiaca (N.E.Br.) H.E.K.Hartmann
- Fenestraria rhopalophylla subsp. rhopalophylla